# (35268) Panoramix
1996 QY (asteroide 35268) é um asteroide da cintura principal. Possui uma excentricidade de 0.09809850 e uma inclinação de 4.80167º.
Este asteroide foi descoberto no dia 19 de agosto de 1996 por Klet em Kleť.